# Sorex roboratus
Sorex roboratus — вид роду мідиць (Sorex) родини мідицевих.

## Поширення
Країни поширення: Китай, Монголія, Росія. Мешкає в тайзі і луках тундри.

## Звички
У північних частинах ареалу харчуються в основному дощовими хробаками, у південній частині -  комахами (особливо жуками). 

## Відтворення
Відтворення відбувається влітку, буває до 3 приплодів на рік, по 7–8 дитинчат у кожному.

## Загрози та охорона
Вирубування лісу й лісові пожежі є загрозами в деяких частинах ареалу. Зустрічається в охоронних районах.